# Nationaal park Montagne d'Ambre
Het Nationaal park Montagne d'Ambre is een nationaal park in het noorden van het eiland Madagaskar in de regio Diana, dat beheerd wordt door Madagascar National Parks. Het is genoemd naar het vulkanische Ambermassief (in het Frans: montagne) en ligt zo'n 30 km ten zuiden van de stad Antsiranana bij het plaatsje Joffreville. Het park beslaat een oppervlakte van 185 vierkante kilometer en het massief omvat een afgezonderd tropisch regenwoud van 800 m tot bijna 1500 m boven zeeniveau. Het nationaal park is in 1958 opgericht en kent een grote biodiversiteit.

## Klimaat
Het hogere deel (vanaf 1000 m) van het park heeft een eigen microklimaat, dat vochtig is en waar veel neerslag valt, terwijl het lagere deel een droger klimaat heeft met minder neerslag net als de rest van het uiterste noorden van Madagaskar.

## Flora
In het park leven meer dan duizend verschillende plantensoorten, verdeeld over de droge loofbossen op lagere hoogtes en de subtropische bossen op hogere hoogtes.

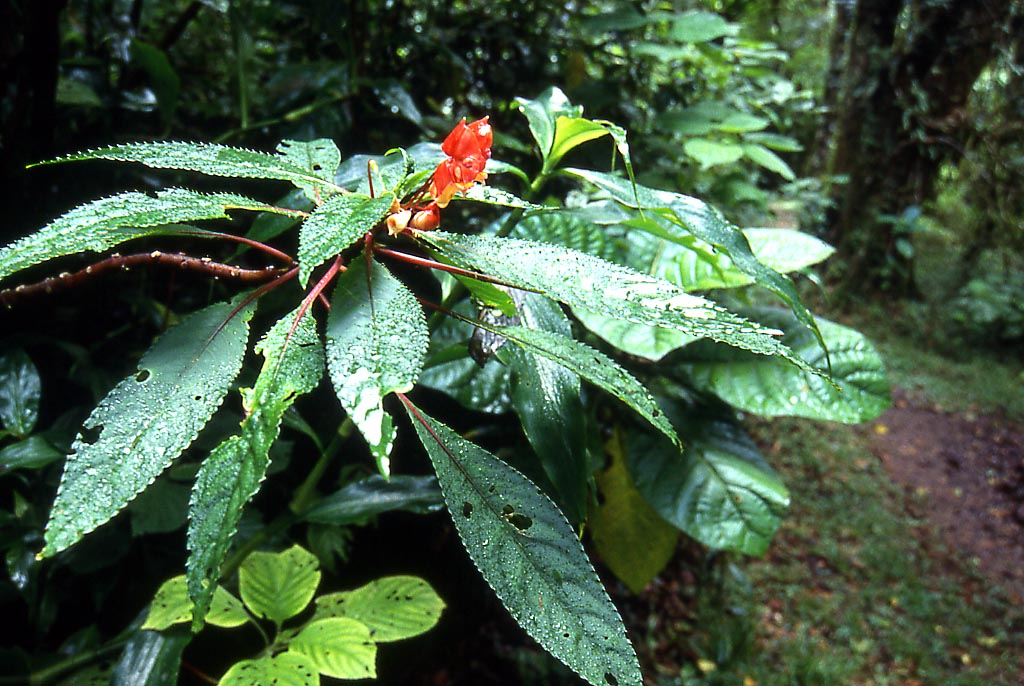
Tropisch bos in het park

## Fauna

### Amfibieën
De enige amfibieën op Madagaskar zijn kikkers, waarvan ongeveer 35 soorten voorkomen in het Nationaal Park Montagne d'Ambre.

### Reptielen
Er leven zo'n 60 verschillende reptielen in het gebied, onder meer elf soorten kameleons en veertien soorten slangen. De kortstaartkameleon Brookesia ambreensis is vernoemd naar het park. 

### Vogels
Het park telt 75 verschillende soorten vogels, waarvan er 35 endemisch zijn op Madagaskar. Daarnaast zijn er ook enkele soorten die alleen in dit gebied leven, zoals Monticola sharpei erythronotus.

### Zoogdieren
In het nationaal park komen 25 soorten zoogdieren voor, waaronder acht maki's zoals de kroonmaki en Sanfords maki, zes roofdieren, zoals de fossa, zes insecteneters, drie vleermuizen en twee knaagdieren.

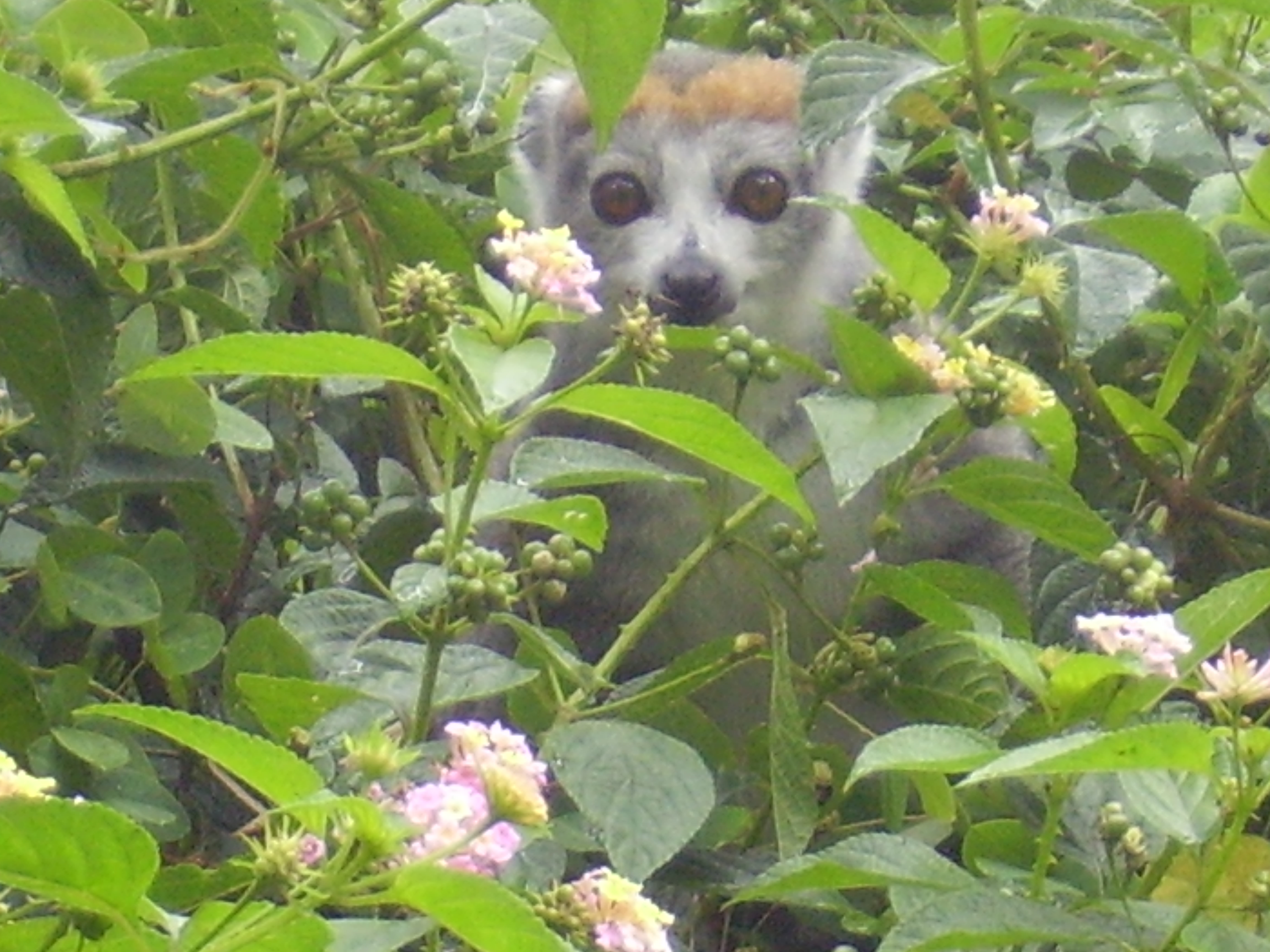
Kroonmaki (vrouwtje)
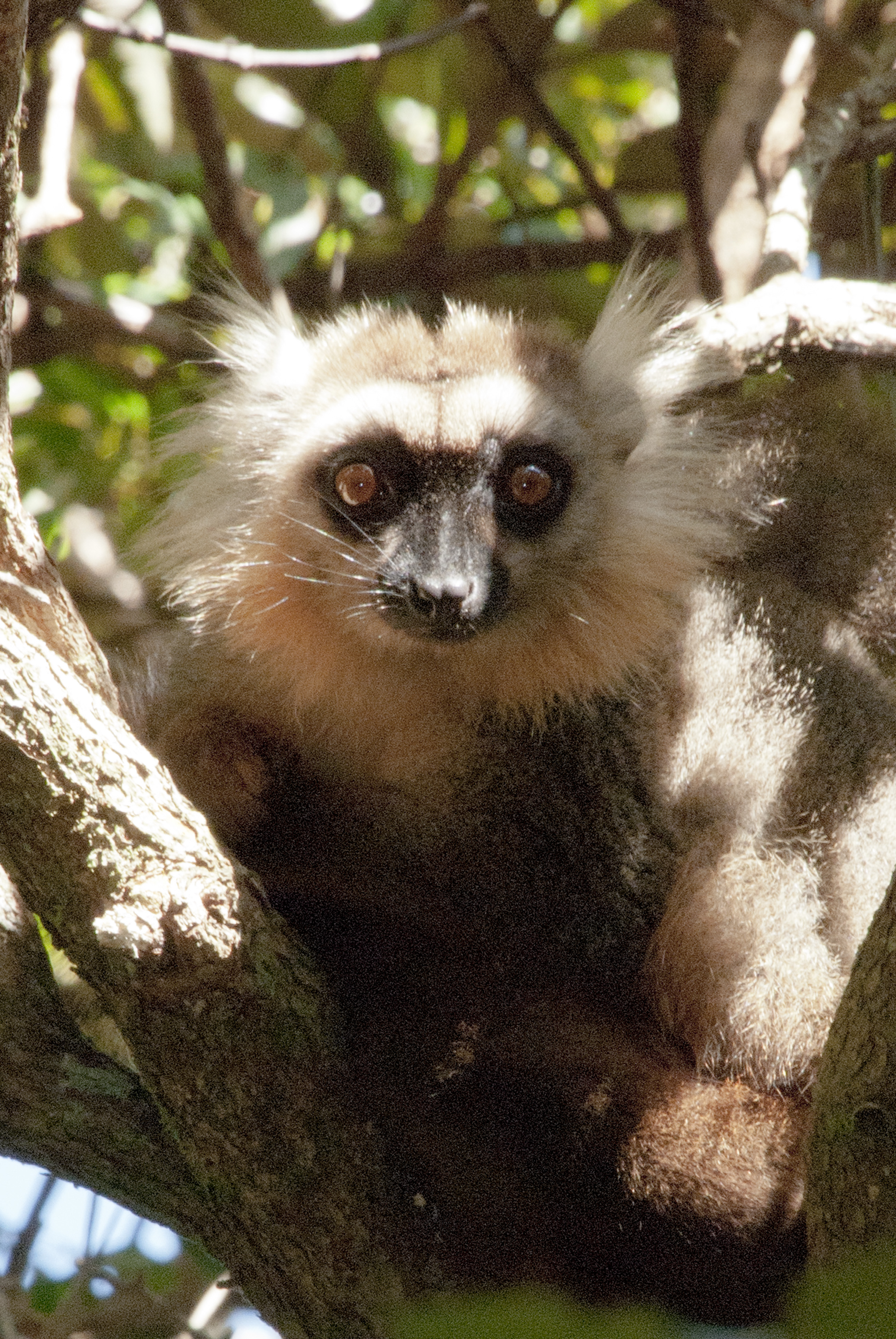
Sanfords maki (mannetje)

Anja Community Reserve ·
Berenty-reservaat ·
Renialareservaat ·
Kirindy Forest ·
Zoölogisch park van Ivoloina